# Трошин (Мазовецьке воєводство)
Трошин (пол. Troszyn) — село в Польщі, у гміні Трошин Остроленцького повіту Мазовецького воєводства.
Населення — 919 осіб (2011).
У 1975-1998 роках село належало до Остроленцького воєводства.

## Демографія
Демографічна структура станом на 31 березня 2011 року:
|          | Загалом | Допрацездатний вік | Працездатний вік | Постпрацездатний вік |
| -------- | ------- | ------------------ | ---------------- | -------------------- |
| Чоловіки | 448     | 114                | 308              | 26                   |
| Жінки    | 471     | 104                | 288              | 79                   |
| Разом    | 919     | 218                | 596              | 105                  |